# Kościół św. Józefa Oblubieńca w Olszynie
Kościół świętego Józefa Oblubieńca – rzymskokatolicki kościół parafialny należący do dekanatu Lubań diecezji legnickiej.

## Historia
Jest to dawna świątynia ewangelicka wzniesiona w latach 1895-1897 w stylu neogotyckim. Poświęcono ją w dniu 23 września 1897 roku. Od lipca 1946 roku pełni funkcję rzymskokatolickiej świątyni parafialnej pod wezwaniem świętego Józefa Oblubieńca. 

## Wyposażenie
Kościół posiada zabytkowe ołtarze wykonane w XVII i XIX wieku oraz organy wykonane przez świdnicką firmę Schlag & Söhne, posiadające 24 tony (głosy), 2 manualne napędy, jeden pedał i 49 piszczałek. Oprócz tego zachowały się trzy dzwony, poświęcone w 1924 roku i wykonane w zakładzie metalurgicznym w Torgau oraz dwa świeczniki wykonane z żelaza odkuwanego znajdujące się przy ławkach na emporach bocznych.